# دیکسن (نبراسکا)
دیکسن(به انگلیسی: Dixon) شهری در ایالت نبراسکا کشور ایالات متحده آمریکا است که جمعیت آن در سرشماری سال ۲۰۱۰ میلادی، ۸۷ نفر بوده‌است.